# Грубер, Йозеф (политик, 1867—1945)
Йозеф Грубер (нем. Josef Gruber; 12 марта 1867, Ламбах, Австрия — 5 сентября 1945, Линц, Австрия) — политик и мэр города Линца с 1930 до 1934 года.

## Биография
Йозеф Грубер родился в 1867 году в бедной семье трактирщика. После окончания педагогического заведения он стал учителем в Альтмюнстер. С 1907 по 1911 он был членом палаты представителей Рейхсрата, с 1918 по 1920 членом национального совета и с 1920 по 1925 год федерального совета. С 1930 до 1934 он был мэром города Линца и последним демократически выбранном мэром до захвата власти австофашистами. Йозеф Грубер умер 5 сентября 1945 года в Линце и похоронен на кладбище «Урненхайм Урфар». В честь него названа улица в Линце.